# Sozialdemokratisches Bündnis
Das Sozialdemokratische Bündnis (französisch: Rassemblement Social Démocrate, Kürzel: RSD-Gaskiya) ist eine politische Partei in Niger.

## Geschichte
Das Sozialdemokratische Bündnis entstand am 15. Januar 2004 unter der Führung von Amadou Cheiffou als Abspaltung von der Partei Demokratische und soziale Versammlung (CDS-Rahama). Cheiffou war zuvor stellvertretender Parteivorsitzender der von Mahamane Ousmane angeführten CDS-Rahama gewesen. Der neu gegründeten Partei wurden besonders gute Chancen in der Region Maradi zugetraut, aus der Cheiffou stammt. Der Beiname Gaskiya kommt aus der Sprache Hausa und bedeutet „Wahrheit“.
Amadou Cheiffou trat als Kandidat des RSD-Gaskiya bei den Präsidentschaftswahlen von 2004 an und erreichte den vierten Platz hinter seinem früheren Parteikollegen Mahamane Ousmane. Bei den darauffolgenden Parlamentswahlen von 2004 erhielt der RSD-Gaskiya sieben von 113 Sitzen in der Nationalversammlung. Nachdem Staatspräsident Mamadou Tandja von der Partei Nationale Bewegung der Entwicklungsgesellschaft (MNSD-Nassara) sich beim umstrittenen Verfassungsreferendum von 2009 eine dritte Amtszeit bestätigen hatte lassen, wurden die Parlamentswahlen von 2009 von den wichtigsten Oppositionsparteien boykottiert. Der RSD-Gaskiya wurde mit 15 von 113 Sitzen in der Nationalversammlung zur zweitstärksten Partei hinter der Präsidentenpartei MNSD-Nassara. 2010 wurde Tandja bei einem Staatsstreich gestürzt. Amadou Cheiffou erhielt bei den infolgedessen anberaumten Präsidentschaftswahlen von 2011 nur noch rund vier Prozent der Stimmen. Bei den Parlamentswahlen von 2011 verfehlte der RSD-Gaskiya den Wiedereinzug in die Nationalversammlung. Die Partei schloss sich noch im selben Jahr mit 32 weiteren politischen Parteien und Gruppierungen in einer Allianz zusammen, die sich auf gemeinsame Grundsätze verständigte und zusagte, die Regierung des neugewählten Staatspräsidenten Mahamadou Issoufou von der Nigrischen Partei für Demokratie und Sozialismus (PNDS-Tarayya) bei ihren Vorhaben zu unterstützen. Bei den Parlamentswahlen von 2016 gewann der RSD-Gaskiya vier von 171 Sitzen in der Nationalversammlung. Bei den Präsidentschaftswahlen von 2016 erhielt der Parteivorsitzende Cheiffou weniger als zwei Prozent der Stimmen. Aus den Parlamentswahlen von 2020 ging die Partei mit einem von 171 Sitzen in der Nationalversammlung hervor.